# Casa Gibbs
La casa Gibbs es un edificio ecléctico ubicado en la ciudad de Antofagasta, Chile.

## Historia

### Origen
En 1868, José Santos Ossa y Francisco Puelma, miembros de la Sociedad Exploradora del Desierto de Atacama —conformada tras la adjudicación legal de la concesión de terrenos salitrales en las cercanías de La Chimba—, negociaron con la firma William Gibbs & Co. el traspaso de la mitad de las concesiones a la empresa de intereses ingleses. El traspaso se llevó a cabo el 1 de marzo de 1869 en Valparaíso.
El 19 de marzo de 1869 se constituyó la firma Melbourne Clark & Co., tras la integración de intereses chilenos e ingleses. Esta compañía fue formada por Puelma, Ossa, George Smith, Melbourne Clark, Agustín Edwards, además de William Gibbs. Posteriormente esta empresa obtuvo el 5 de septiembre de 1869, una ampliación de la concesión otorgada por el gobierno boliviano, esta vez por 15 años. 
En 1872 adquiere la concesión para construir un ferrocarril desde Antofagasta hasta Salinas, transformándose en la Compañía de Salitres y Ferrocarril de Antofagasta, sucediendo en todos sus derechos a Melbourne Clark y Cía.
El edificio fue construido en Antofagasta en 1915, aunque se desconocen mayores antecedentes sobre su edificación.

## Entorno
La casa Gibbs se encuentra en calle Manuel Baquedano #108, flanqueada por las calzadas de la avenida José Manuel Balmaceda y la vía del Ferrocarril de Antofagasta a Bolivia. Está rodeada por la plaza del Salitre, un espacio donde se encuentra la escultura de El Aguador, obra de Caterina Osorio y Mario Calderón.
Otro atractivo es el mural "una estación de Ferrocarril con próceres en la historia de Antofagasta", obra del artista Luis Núñez, el cual retrata a personajes históricos locales como Lenka Franulic, Chela Lira, Matías Rojas, Antonio Rendic, Andrés Sabella, José Santos Ossa, José Papic, Nora Vera, Maximiliano Poblete, José Trevizán, Luis Silva Lezaeta y Mario Bahamonde Silva. Fue inaugurada el 29 de agosto de 2008.